# Amphiglossa
Amphiglossa là một chi thực vật có hoa trong họ Cúc (Asteraceae).

## Loài
Chi Amphiglossa gồm các loài: